# Antona coerulescens
Antona caerulescens là một loài bướm đêm thuộc phân họ Arctiinae, họ Erebidae.